# Bachia flavescens
Bachia flavescens (жовтосмуга бахія) — вид ящірок родини гімнофтальмових (Gymnophthalmidae). Мешкає в Південній Америці.

## Поширення і екологія
Жовтосмугі бахії мешкають в Бразилії, Колумбії, Венесуелі, Гаяні, Суринамі і Французькій Гвіані. Вони живуть у вологих тропічних лісах Амазонії, серед опалого листя, трапляються в парках і садах.